# David Conlon
David Conlon (né en 1982) est un mathématicien irlandais. Il travaille en théorie des graphes, et notamment en théorie extrémale  et probabiliste des graphes. Il est actuellement (en 2020) professeur de mathématiques au California Institute of Technology. 

## Carrière
Conlon étudie au Trinity College de Dublin à partir de 1999 avec un bachelor en 2003 (médaille d'or de l'université) et réussit la troisième partie des examens tripos de l'université de Cambridge avec distinction. Il obtient son doctorat à Cambridge sous la supervision de Timothy Gowers en 2009 (titre de la thèse : Upper Bounds for Ramsey Numbers). De 2007 à 2010, il est Junior Fellow du St. John's College à Cambridge. À partir de 2010, il est Royal Society University Research Fellow (boursier de recherche universitaire de la Royal Society) et, depuis  2011, Tutorial Fellow du Wadham College et lecteur en mathématiques discrètes à l'université d'Oxford, depuis 2011 également. De 2016 à 2019, il y est professeur. Depuis 2019, il est professeur au California Institute of Technology.
Conlon a représenté l'Irlande aux Olympiades internationales de mathématiques en 1998 et 1999.

## Recherche
Conlon travaille en théorie des graphes extrémaux, en théorie de Ramsey, sur les structures aléatoires en combinatoire, en combinatoire pseudo-aléatoire et en combinatoire additive. En particulier, il a établi la première amélioration super-polynomiale de la borne donnée par le théorème d'Erdős-Szekeres pour les nombres de Ramsey diagonaux. 

## Prix
En 2011, il a reçu le prix européen de combinatoire pour ses travaux sur la théorie de Ramsey (y compris une nouvelle borne supérieure pour les nombres de Ramsey diagonaux) et les progrès de la conjecture de Sidorenko sur les graphes bipartis. En 2020, il est lauréat du prix Whitehead  « en reconnaissance de ses nombreuses contributions à la combinatoire. Son expertise particulière est la théorie de Ramsey, où il a apporté des contributions fondamentales à la fois à l'arithmétique et à la théorie des graphes ».
David Conlon est conférencier invité au congrès international des mathématiciens de 2014 à Séoul.
Il était rédacteur en chef de la revue Electronic Journal of Combinatorics.

## Publications (sélection)
- David Conlon, Lior Gishboliner, Yevgeny Levanzov et Asaf Shapira, « A new bound for the Brown-Erdős-Sós problem », arXiv,‎ 2019 (arXiv 1912.08834).
- David Conlon et William Timothy Gowers, « Combinatorial theorems in sparse random sets », Annals of Mathematics, vol. 184, no 2,‎ 2016, p. 367–454 (DOI 10.4007/annals.2016.184.2.2)

- David Conlon, Jacob Fox et Benny Sudakov, « Recent developments in graph Ramsey theory », Surveys in combinatorics, vol. 424,‎ 2015, p. 49-118
- David Conlon, « Combinatorial theorems relative to a random set », Proceedings of the International Congress of Mathematicians, vol. 4,‎ 2014, p. 303-328 (lire en ligne).
- David Conlon, Jacob Fox et Yufei Zhao, « The Green-Tao theorem: an exposition », EMS Surveys in Mathematical Sciences, vol. 1, no 2,‎ 2014, p. 257–291 (DOI 10.4171/EMSS/6, lire en ligne)
- David Conlon, Jacob Fox et Benny Sudakov, « Two extensions of Ramsey's theorem », Duke Math. J., vol. 162,‎ 2013, p. 2903–2927
- David Conlon, Jacob Fox et Benny Sudakov, « Hypergraph Ramsey numbers », J. AMS, vol. 23,‎ 2010, p. 247–266
- David Conlon, Jacob Fox et Benny Sudakov, « An approximate version of Sidorenko´s conjecture », Geom. Funct. Anal., vol. 20,‎ 2010, p. 1354–1366
- David  Conlon, « A new upper bound for diagonal Ramsey numbers », Annals of Mathematics, vol. 170,‎ 2009, p. 941–960 (lire en ligne)
- David Conlon, « A new upper bound for the bipartite Ramsey problem », J. Graph Theory, vol. 58,‎ 2008, p. 351–356